# Livingston Energy Flight
Livingston of Livingston Energy Flight was een Italiaanse luchtvaartmaatschappij met thuisbasis in Milaan.

## Geschiedenis
Livingston werd opgericht in 2002 door de touroperator Viaggi del Ventaglio van de Livingston Aviation Group. Daarna werd Livingston volledig overgenomen door Lauda Air Italy. De maatschappij schorste al haar vluchten op 9 oktober 2010 en haar vergunning werd op 14 oktober 2010 ingetrokken.

## Bestemmingen
Livingston voerde lijnvluchten uit naar: (juli 2007)
- Antigua, Cancún, Casa da Campo, Fortaleza, Havana, Holguín, Maceió, Malé, Milaan, Mombasa, Montego Bay, Recife, Rome, Salvador.

## Vloot
De vloot van Livingston bestond uit: (augustus 2007)
- 3 Airbus A330-200
- 3 Airbus A321-200
- 1 Boeing 737-800